# Šalgočka
Šalgočka este o comună slovacă, aflată în districtul Galanta din regiunea Trnava. Localitatea se află la altitudinea de 151 m deasupra n.m., se întinde pe o suprafață de 4,75 km2 și în 2017 număra 460 de locuitori.

## Istoric
Localitatea Šalgočka este atestată documentar din 1248.

## Demografie
| An:                | 1994 | 2004    | 2014   | 2024   |
| ------------------ | ---- | ------- | ------ | ------ |
| Număr de persoane: | 381  | 444     | 456    | 472    |
| Diferență:         |      | +16,53% | +2,70% | +3,50% |

| An:                | 2023 | 2024   |
| ------------------ | ---- | ------ |
| Număr de persoane: | 470  | 472    |
| Diferență:         |      | +0,42% |